# Biéville-Beuville
Biéville-Beuville är en kommun i departementet Calvados i regionen Normandie i norra Frankrike. Kommunen ligger i kantonen Ouistreham som ligger i arrondissementet Caen. År 2022 hade Biéville-Beuville 3 855 invånare.

## Befolkningsutveckling
Antalet invånare i kommunen Biéville-Beuville
Referens: INSEE